# 大數法則

以特定掷单个骰子的过程来展示大数定律。随着投掷次数的增加，所有结果的均值趋于3.5（骰子點數的期望值）。不同时候做的这个实验会在投掷次數较小的时候（左部）会表现出不同的形状，当次數变得很大（右部）的时候，它们将会非常相似。

在數學與統計學中，大数定律（英語：Law of large numbers）又称大数法则、大数律，是描述相当多次数重复实验的结果的定律。根据这个定律知道，樣本數量越多，則其算术平均值就有越高的機率接近期望值。
大数定律很重要，因为它“說明”了一些随机事件的均值的长期稳定性。人们发现，在重複試驗中，随着试验次数的增加，事件发生的频率趋于一个稳定值；人们同时也发现，在对物理量的测量实践中，测定值的算术平均也具有稳定性。比如，我们向上抛一枚硬币，硬币落下后哪一面朝上是偶然的，但当我们上抛硬币的次数足够多后，达到上万次甚至几十万几百万次以后，我们就会发现，硬币每一面向上的次数约占总次数的二分之一，亦即偶然之中包含着必然。
上述现象是切比雪夫不等式的一个特殊应用情况，辛钦定理和伯努利大数定律也都概括了这一现象，它们统称为大数定律。

## 举例
例如，抛掷一颗均匀的6面的骰子，1，2，3，4，5，6应等概率出现，所以每次扔出骰子後，出現點數的期望值是
{\displaystyle {\frac {1+2+3+4+5+6}{6}}=3.5}
根据大数定理，如果多次抛掷骰子，随着抛掷次数的增加，平均值（样本平均值）应该接近3.5，根据大数定理，在多次伯努利实验中，实验频率最后收敛于理论推断的概率值，对于伯努利随机变量，理论推断的成功概率就是期望值，而若对n个相互独立的随机变量的平均值，频率越多则相对越精准。
例如硬币投掷即伯努利实验，当投掷一枚均匀的硬币，理论上得出的正面向上的概率应是1/2。因此，根据大数定理，正面朝上的比例在相对“大”的数字下，“理应”接近为1/2，尤其是正面朝上的频率在n次实验（n接近无限大时）后应几近收敛到1/2。
即使正面朝上（或背面朝上）的比例接近1/2，几乎很自然的正面与负面朝上的绝对差值（absolute difference差值范围）应该相应随着抛掷次数的增加而增加。换句话说，绝对差值的概率应该是会随着抛掷次数而接近于0。直观的来看，绝对差值的期望会增加，只是慢于抛掷次数增加的速度。

## 表现形式
大数定律主要有两种表现形式：弱大数定律和强大数定律。定律的两种形式都肯定无疑地表明，样本均值
{\displaystyle {\overline {X}}_{n}={\frac {1}{n}}(X_{1}+\cdots +X_{n})}
收敛于真值
{\displaystyle {\overline {X}}_{n}\to \mu \quad {\textrm {as}}\quad n\to \infty }
其中 {\displaystyle X_{1}}, {\displaystyle X_{2}}, ... 是独立同分布、期望值{\displaystyle \operatorname {E} (X_{1})=\operatorname {E} (X_{2})=\,\cdots \,=\mu } 且皆勒贝格可积的随机变量构成的无穷序列。{\displaystyle X_{j}}的勒贝格可积性意味着期望值 {\displaystyle \operatorname {E} (X_{j})}存在且有限。
方差{\displaystyle \operatorname {Var} (X_{1})=\operatorname {Var} (X_{2})=\,\cdots \,=\sigma ^{2}<\infty }有限的假设是非必要的。很大或者无穷大的方差会使其收敛得緩慢一些，但大数定律仍然成立。通常采用这个假设来使证明更加简洁。
强和弱之间的差别在所断言的收敛的方式。对于这些方式的解释，参见随机变量的收敛。

### 弱大数定律
弱大数定律(WLLN) 也称为辛钦定理，陈述为：样本均值依概率收敛于期望值。
{\displaystyle {\overline {X}}_{n}\ {\xrightarrow {P}}\ \mu \quad {\textrm {as}}\quad n\to \infty }
也就是说对于任意正数 ε,
{\displaystyle \lim _{n\to \infty }P\left(\,|{\overline {X}}_{n}-\mu |>\varepsilon \,\right)=0}

### 强大数定律
强大数定律(SLLN)指出，样本均值以概率1收敛于期望值。
{\displaystyle {\overline {X}}_{n}\ {\xrightarrow {\text{a.s.}}}\ \mu \quad {\textrm {as}}\quad n\to \infty }
即
{\displaystyle P\left(\lim _{n\to \infty }{\overline {X}}_{n}=\mu \right)=1}

### 切比雪夫定理的特殊情况
设 {\displaystyle a_{1},\ a_{2},\ \dots \ ,\ a_{n},\ \dots } 为相互独立的随机变量，其数学期望为：{\displaystyle \operatorname {E} (a_{i})=\mu \quad (i=1,\ 2,\ \dots )}，方差为：{\displaystyle \operatorname {Var} (a_{i})=\sigma ^{2}\quad (i=1,\ 2,\ \dots )}
则序列{\displaystyle {\overline {a}}={\frac {1}{n}}\sum _{i=1}^{n}a_{i}}依概率收敛于{\displaystyle \mu }（即收敛于此数列的数学期望{\displaystyle E(a_{i})}）。
换言之，在定理条件下，当{\displaystyle n}无限变大时，{\displaystyle n}个随机变量的算术平均将变成一个常数。

### 伯努利大数定律
设在{\displaystyle n}次独立重复伯努利试验中，事件{\displaystyle X}发生的次数为{\displaystyle n_{x}}，事件{\displaystyle X}在每次试验中发生的母體機率为{\displaystyle p}，{\displaystyle {\frac {n_{x}}{n}}}代表樣本發生事件{\displaystyle X}的频率。
则对任意正数{\displaystyle \varepsilon >0}，伯努利大数定律表明：
{\displaystyle \lim _{n\to \infty }{P{\left\{\left|{\frac {n_{x}}{n}}-p\right|<\varepsilon \right\}}}=1}
換言之，事件发生的频率依機率收敛于事件的母體機率。該定理以严格的数学形式表达了频率的稳定性，也就是说当{\displaystyle n}很大时，事件发生的频率与母體機率有较大偏差的可能性很小。

## 外部連結
- 二項分布與大數法則理論與實際相連（页面存档备份，存于）